# Dirk Bouts
Dirk Bouts, también escrito Dieric, Dierick o Dirck (Haarlem, c. 1415-Lovaina, 6 de mayo de 1475) fue un pintor neerlandés de estilo primitivo flamenco, activo en Lovaina.

## Biografía
Según Karel van Mander (Het Schilderboeck, 1604), Bouts nació en Haarlem pero vivió principalmente en Lovaina, de donde fue pintor de la ciudad desde 1472. Van Mander por equivocación le dedicó dos biografías, diferenciando "Dieric de Haarlem" y "Dieric de Lovaina", a pesar de referirse al mismo artista. El parecido de sus apellidos también condujo a la confusión de Bouts con Hubrecht Stuerbout, un prominente escultor en Lovaina. Se sabe muy poco acerca de los principios de la vida de Bouts, pero fue altamente influenciado por Jan van Eyck y por Rogier van der Weyden, de quien posiblemente haya sido aprendiz. Fue documentado por primera vez en Lovaina hacia 1457 y trabajó allí hasta su muerte en 1475.
Bouts estuvo entre los primeros pintores norteños en servirse del punto de fuga único. Su trabajo tiene cierta rigidez primitiva en el dibujo, pero sus pinturas son altamente expresivas, bien diseñadas y ricas en color.

## Primeros trabajos

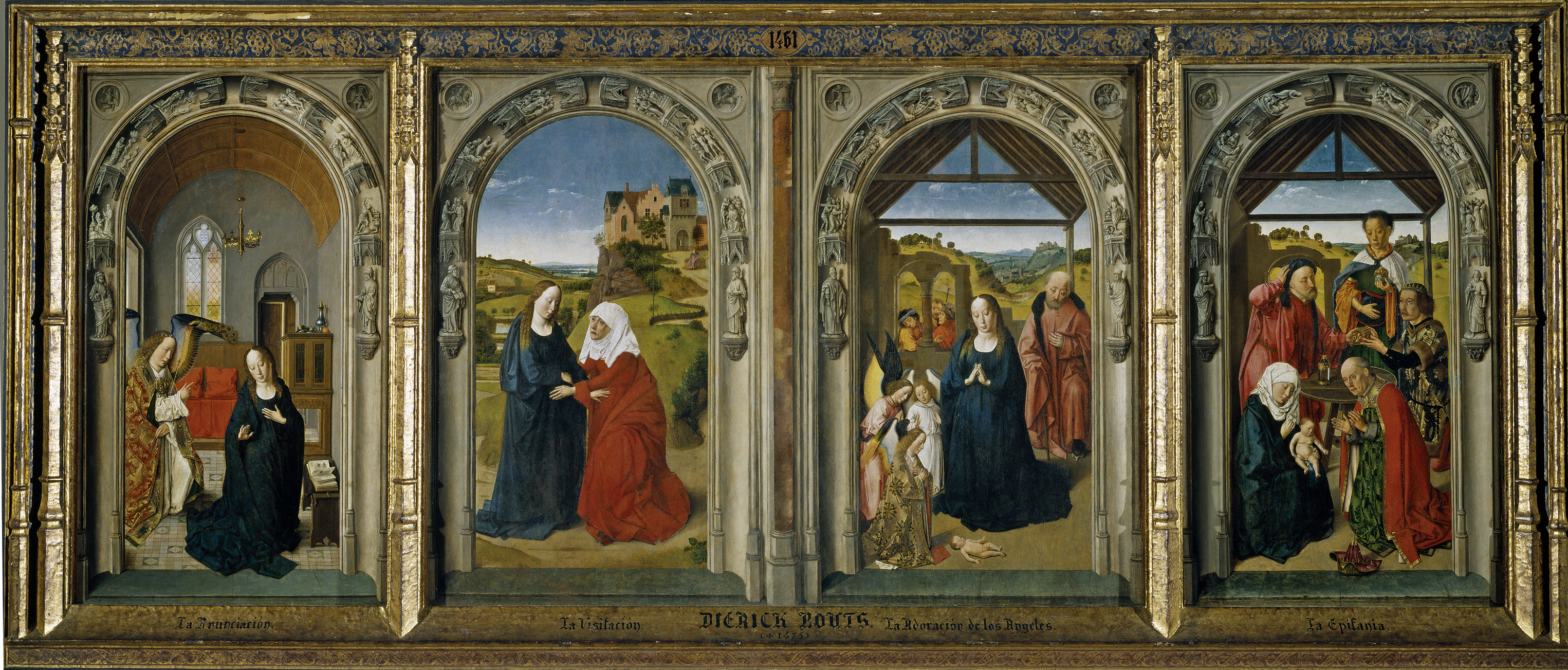
Dirk Bouts y taller, Tríptico de la vida de la Virgen, c. 1465, óleo sobre tabla, 202,6 x 81 cm, Madrid, Museo del Prado.

El Tríptico de la vida de la Virgen conservado en el Museo del Prado, en el pasado creído de alrededor de 1445 y considerado trabajo de juventud, se fecha en el catálogo de la Pintura flamenca del siglo XV publicado por el museo en 2024, hacia 1465, considerando la participación en él de al menos otra mano distinta de la de Dirk Bouts. Dividido en cuatro escenas, enmarcadas por arcos góticos pintados con esculturas fingidas en las dovelas, se representan en la tabla la Anunciación, la Visitación, la Adoración de los ángeles y la Adoración de los Magos con un estilo ya plenamente formado y deudor de Rogier van der Weyden, aunque con mayor profundidad que este en los fondos paisajísticos y un canon aún corto en las figuras. El Retablo de la Deposición en Granada (Capilla Real) probablemente también date de este período, alrededor de 1450-60. Un retablo desmembrado —sus piezas actualmente en los Museos Reales de Bellas Artes de Bélgica, el Museo J. Paul Getty (Getty Center de Los Ángeles), la National Gallery de Londres, el Museo Norton Simon (Pasadena), y una colección privada suiza— probablemente también pertenezca a este periodo. La Piedad del Louvre es otro de sus trabajos tempranos.

## Principales trabajos: el Retablo del Santo Sacramento y los Paneles de la Justicia

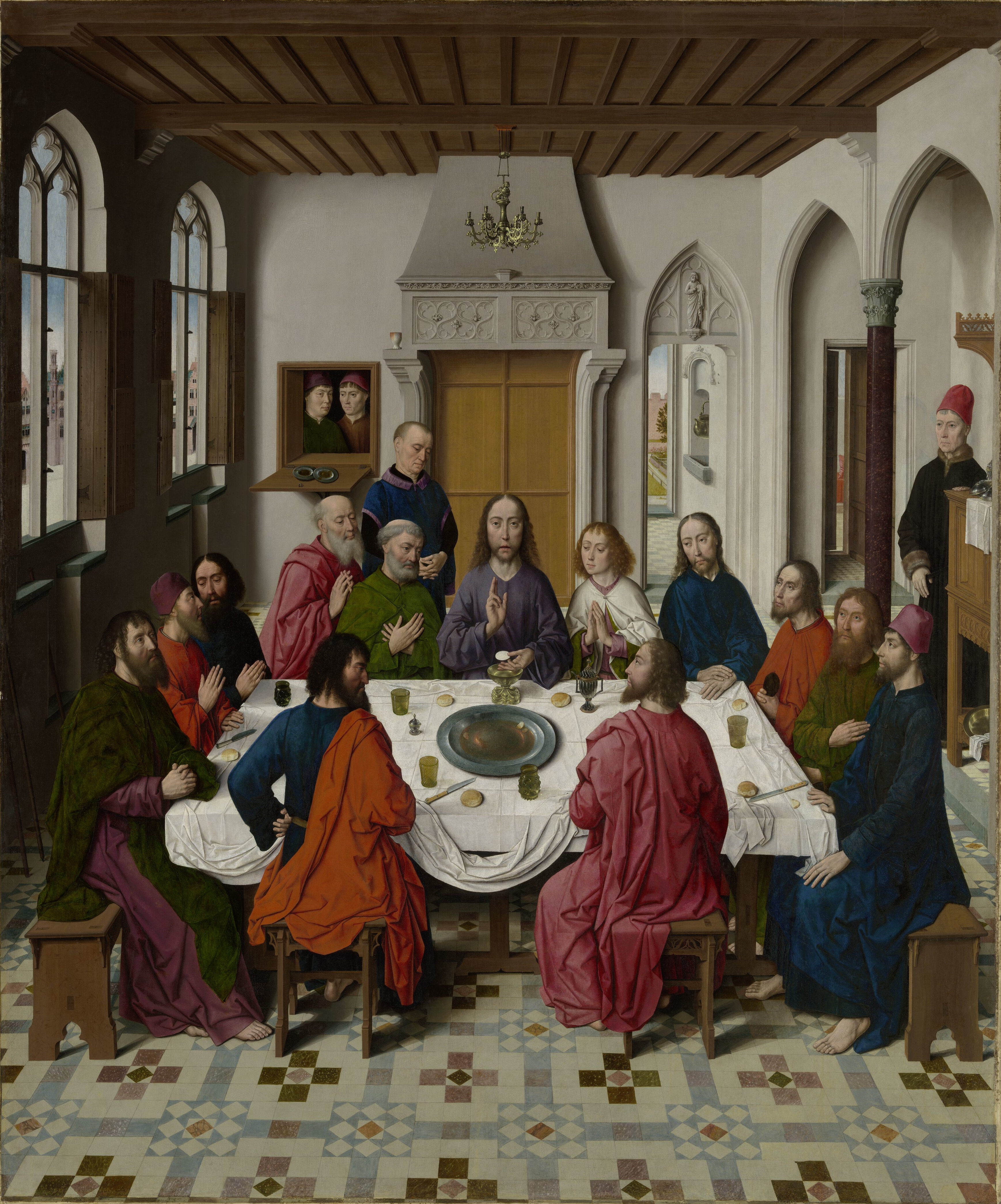
La Última Cena, tabla central del Retablo del Santo Sacramento, Lovaina, iglesia de San Pedro.

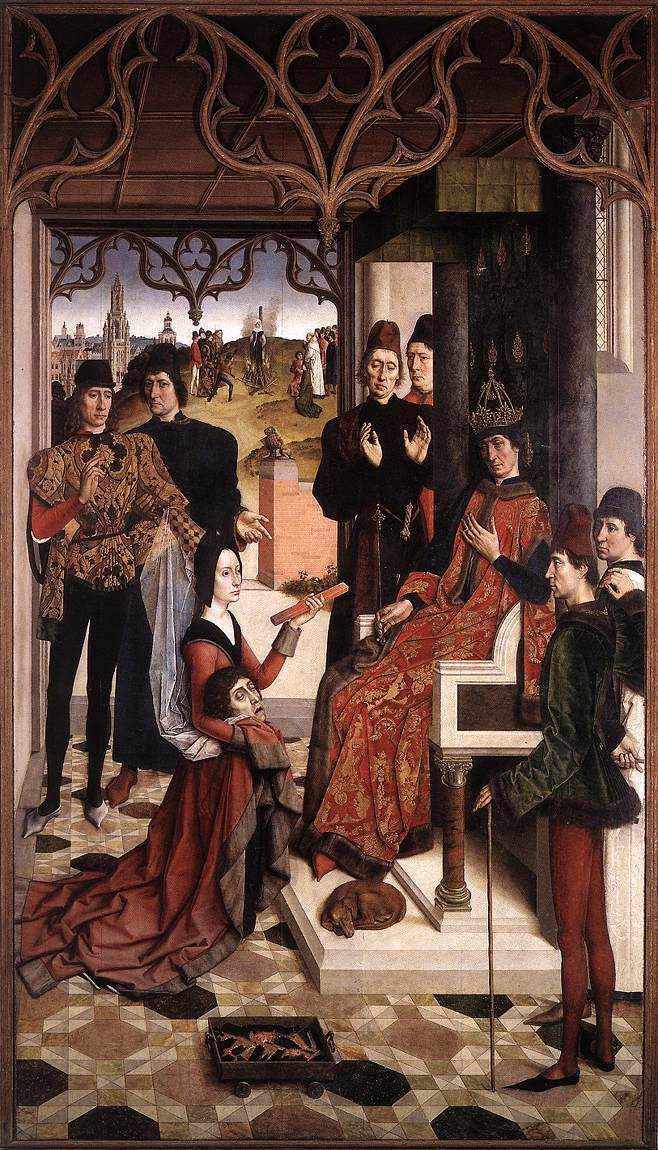
La justicia de Otón: La prueba del fuego

La Última Cena es el panel central del Retablo del Santo Sacramento, encargado a Bouts por la Confraternidad del Santo Sacramento de Lovaina en 1464, con destino a la iglesia de Sint-Pieterskerk (San Pedro de Lovaina). Todas las ortogonales (líneas imaginarias perpendiculares al plano de la pintura que convergen en el punto de fuga) del cuarto central se dirigen a un único punto en el centro del tapiz, sobre la cabeza de Cristo. Sin embargo, el pequeño cuarto del costado tiene su propio punto de fuga, y ni este ni el del cuarto principal caen sobre el horizonte del paisaje visto a través de las ventanas. La Última Cena es el segundo trabajo fechado (después de Virgen y Niño con san Jerónimo y san Francisco de Petrus Christus en Fráncfort, de 1457) en mostrar la perspectiva lineal italiana. Los eruditos han reseñado además que esta Última Cena fue la primera pintura al óleo flamenca representando La Última Cena. En este panel central, Bouts no se concentró en la narrativa bíblica en sí, sino que presenta a Cristo en el papel de un sacerdote realizando la consagración de la hostia eucarística. Esto contrasta fuertemente con otras representaciones de la Última Cena, que generalmente se concentraban en la traición de Judas o en Juan. Bouts además agregó complejidad a esta imagen incluyendo cuatro sirvientes (dos en la ventana y dos sirviendo), todos vestidos con atuendos flamencos. A pesar de haber sido identificados al principio como el propio artista y sus dos hijos, estos dos sirvientes probablemente sean retratos de miembros de la confraternidad, responsables de comisionar el retablo.
El Retablo del Santo Sacramento tiene cuatro paneles adicionales, dos en cada ala. Como estos fueron llevados a los museos en Berlín y Múnich en el siglo XIX, la reconstrucción del retablo original ha sido dificultosa.
Tras obtener el cargo de pintor de la ciudad de Lovaina en 1468, Bouts recibió un encargo para realizar dos trabajos para el Stadhuis (Ayuntamiento). El primero fue un retablo del Juicio Final (1468-70), del cual actualmente existen dos alas laterales, junto con el Camino al Paraíso y la Caída de los Malditos en el Musée des Beaux-Arts, Lille (Francia), y un Busto de Cristo, fragmento del panel central en el Museo Nacional de Estocolmo.
Tras este encargo, se concentró en los llamados Paneles de la Justicia de Otón (1470-75), que lo mantuvieron ocupado hasta su muerte en 1475. Llegó a completar un panel y comenzó el segundo, ambos retratando la vida del emperador del siglo XI Otón III. Estas piezas se pueden ver en el Museo de Bruselas. Los otros dos paneles nunca fueron completados.

## Retratos y pinturas religiosas
Muchos de los trabajos de Bouts son pequeños cuadros de devoción de tema religioso, generalmente de la Virgen y el Niño. Un ejemplo es la Madonna Davis en Nueva York (Museo Metropolitano de Arte), del cual existen excelentes copias en el Museo Bargello de Florencia y en los Fine Arts Museums de San Francisco. Esta composición sigue la fórmula del icono milagroso de Notre-Dame-des-Grâces de Cambrai (Francia).
En el género del retrato, Bouts expandió la tradición establecida por Robert Campin, Jan van Eyck, Rogier van der Weyden y Petrus Christus. Le es generalmente atribuido a Bouts el Retrato de un hombre que se halla en el Museo Metropolitano de Arte de Nueva York, semejante a algunas de las figuras presentes en los Paneles de la Justicia. Otros retratos atribuidos a Bouts - en Washington (Galería Nacional de Arte) y Amberes (Koninklijk Museum voor Schone Kunsten) - son más problemáticos.

## El problema de Múnich

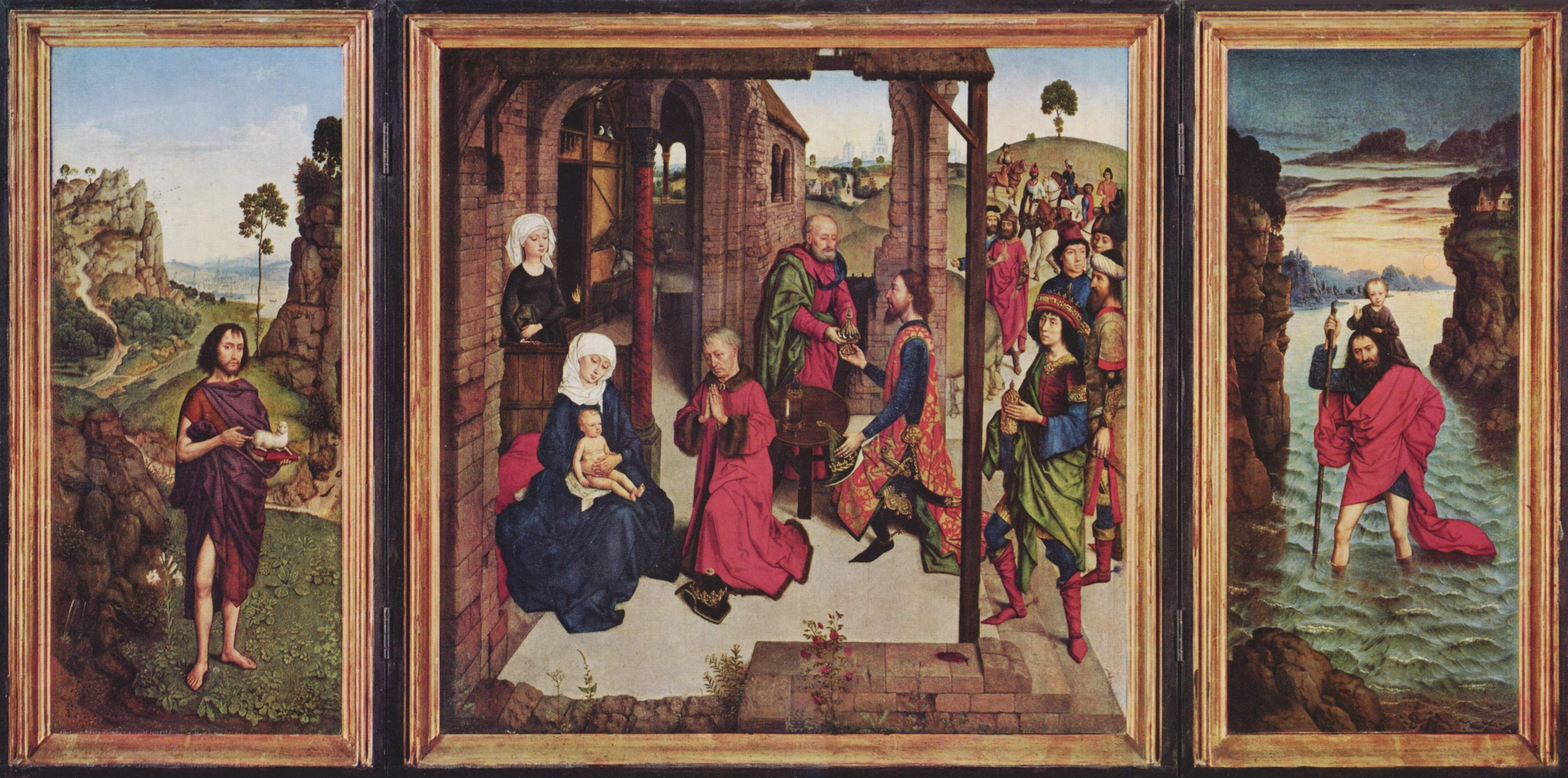
La Perla de Brabante, de 1467.

Dos obras de Dirck Bouts, actualmente en la Alte Pinakothek de Múnich, han dividido a los eruditos durante generaciones. Una de ellas es el tríptico llamado La perla de Brabante, cuya autoría fue discutida hasta 1902. Investigaciones recientes parecen atribuírsela a Bouts con seguridad.
El otro es un par de paneles de un retablo dedicado a La Pasión de Cristo, mostrando la Traición de Judas y la Resurrección. Durante mucho tiempo fueron considerados como parte de los primeros trabajos de Bouts, pero el análisis del soporte de madera los ubica ahora alrededor del momento de su muerte, en 1475. Ello llevó a la invención de Schöne en 1938 de un "Maestro de la Traición de Múnich".

## Otras pinturas

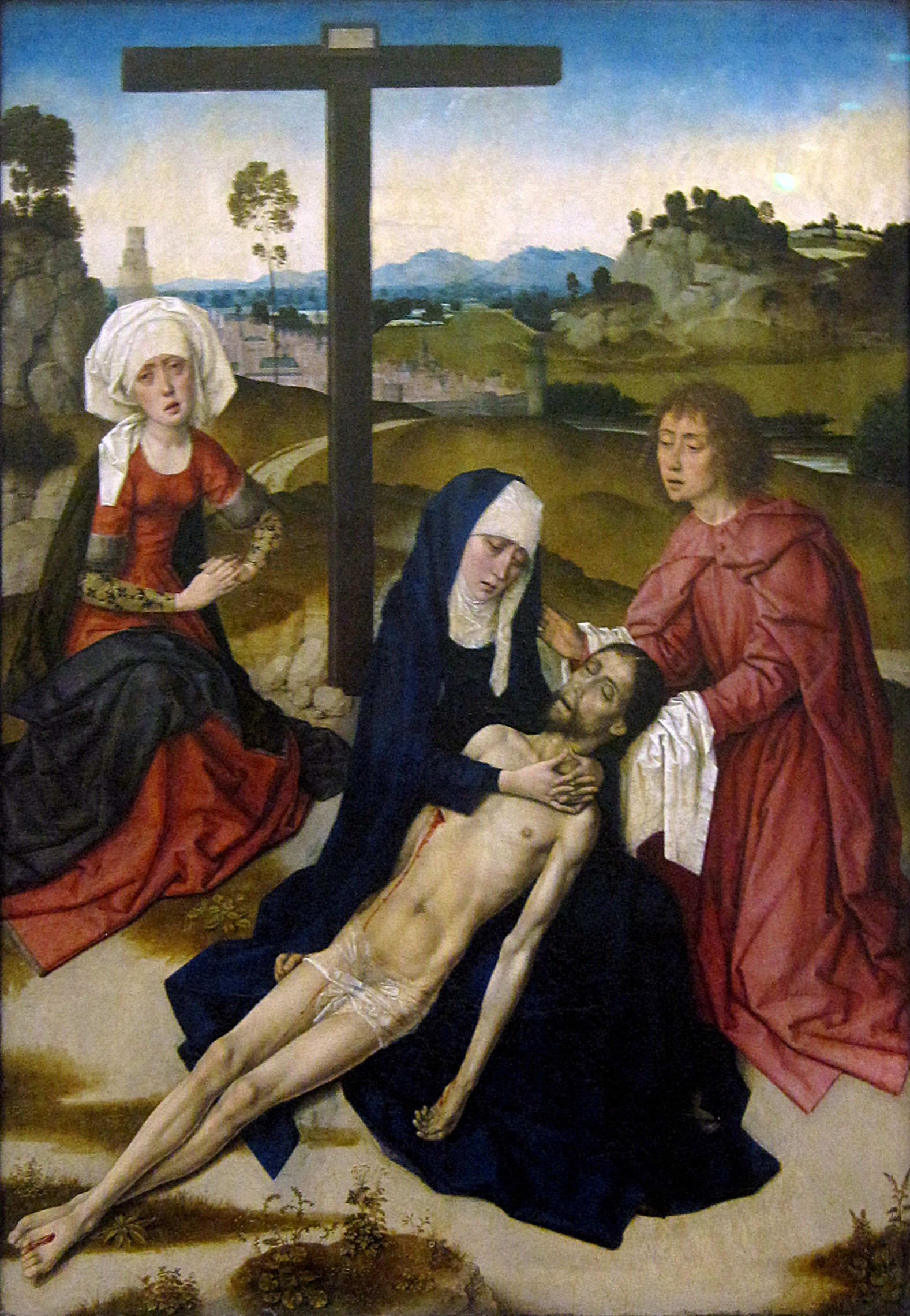
La lamentación de Cristo c. 1455-1460.

La Última Cena y los Paneles de la Justicia son los únicos trabajos de Bouts cuya autoría no se discute. Los paneles del Retablo del Juicio Final (fechable hacia 1468-70) y el Tríptico del martirio de San Erasmo (anterior a 1466) son también atribuciones bastante seguras. Aparte de estas, una gran cantidad de pinturas han sido atribuidas al maestro, incluyendo:
- en el Staatliche Museen de Berlín

- un Cristo en casa de Simón el fariseo
- un fragmento del Nacimiento con la Virgen en adoración

- en el Museo Groeninge, Brujas

- un tríptico del Martirio de san Hipólito

- en la Capilla Real, Granada

- una Virgen entronizada con cuatro ángeles

- en el Museo Calouste Gulbenkian, Lisboa

- una Anunciación

- en la Galería Nacional, Londres

- una Virgen con san Pedro y san Pablo
- La deposición de Cristo

- en el Alte Pinakothek, Múnich

- un Ecce Agnus Dei

- en el Louvre, París

- un fragmento de Nacimiento con san José
- una Virgen y el Niño
- La lamentación de Cristo

- en el Museo de Arte de Filadelfia

- un Moisés y la zarza ardiente

- en el Museum Boijmans Van Beuningen, Róterdam

- un Busto de Cristo

- en la Galería Nacional de Arte, Washington

- una Virgen con el Niño

## Dieric hijo y Aelbrecht
Bouts se casó dos veces, y tuvo cuatro hijos. Sus dos hijas ingresaron en conventos, y sus dos hijos se convirtieron en pintores que llevaron el taller Bouts a mediados del siglo XVI. Poco se sabe de su hijo mayor, Dieric hijo, a pesar de que parece haber sido él quien continuó con el estilo de su padre hasta su temprana muerte en 1491. El hijo más joven, Albrecht, poseyó un estilo más personal. Su distintivo trabajo extendió la imaginería boutsiana durante el siglo XVI.